# Plastico di Roma Antica

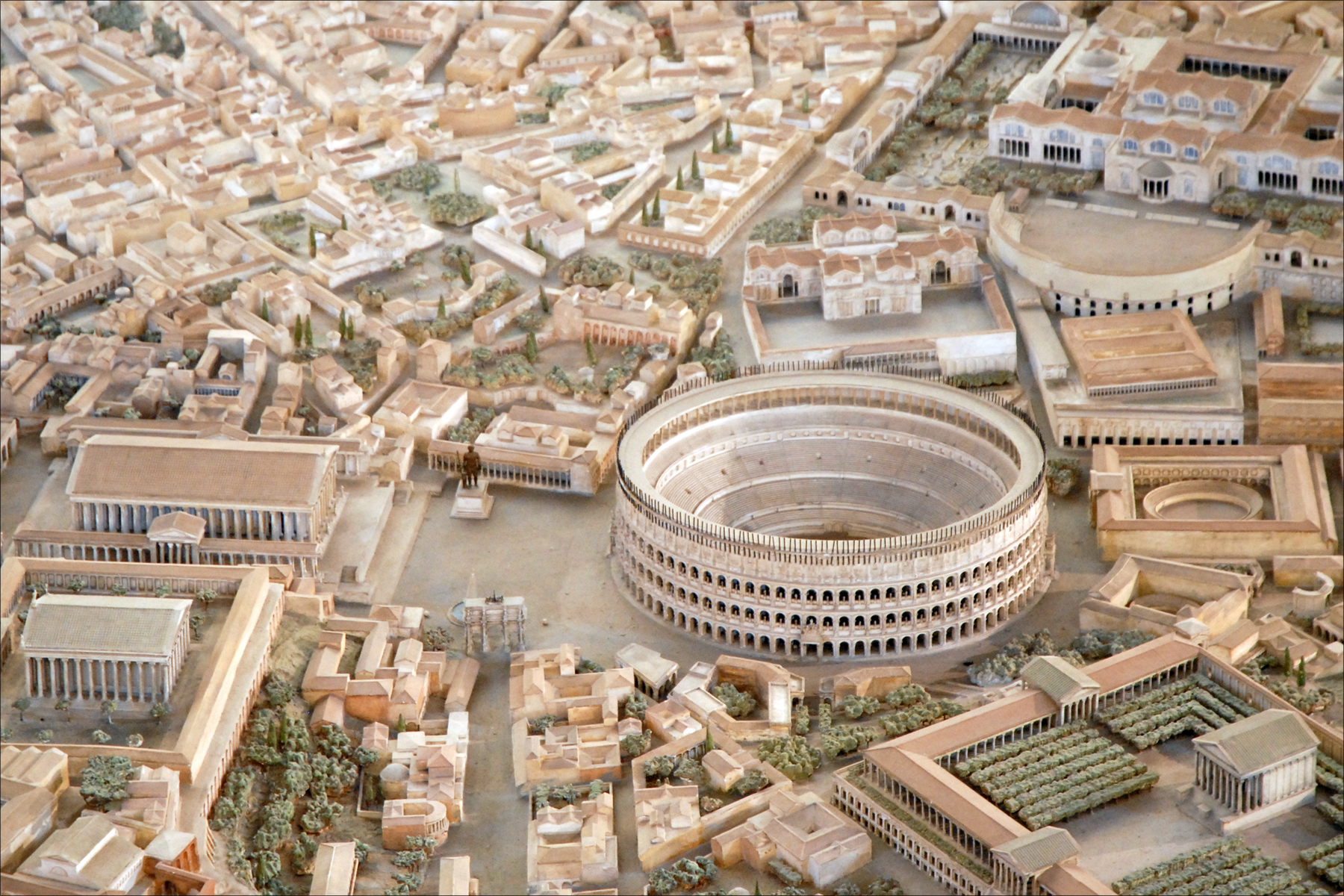
Kolosseum (Detail)

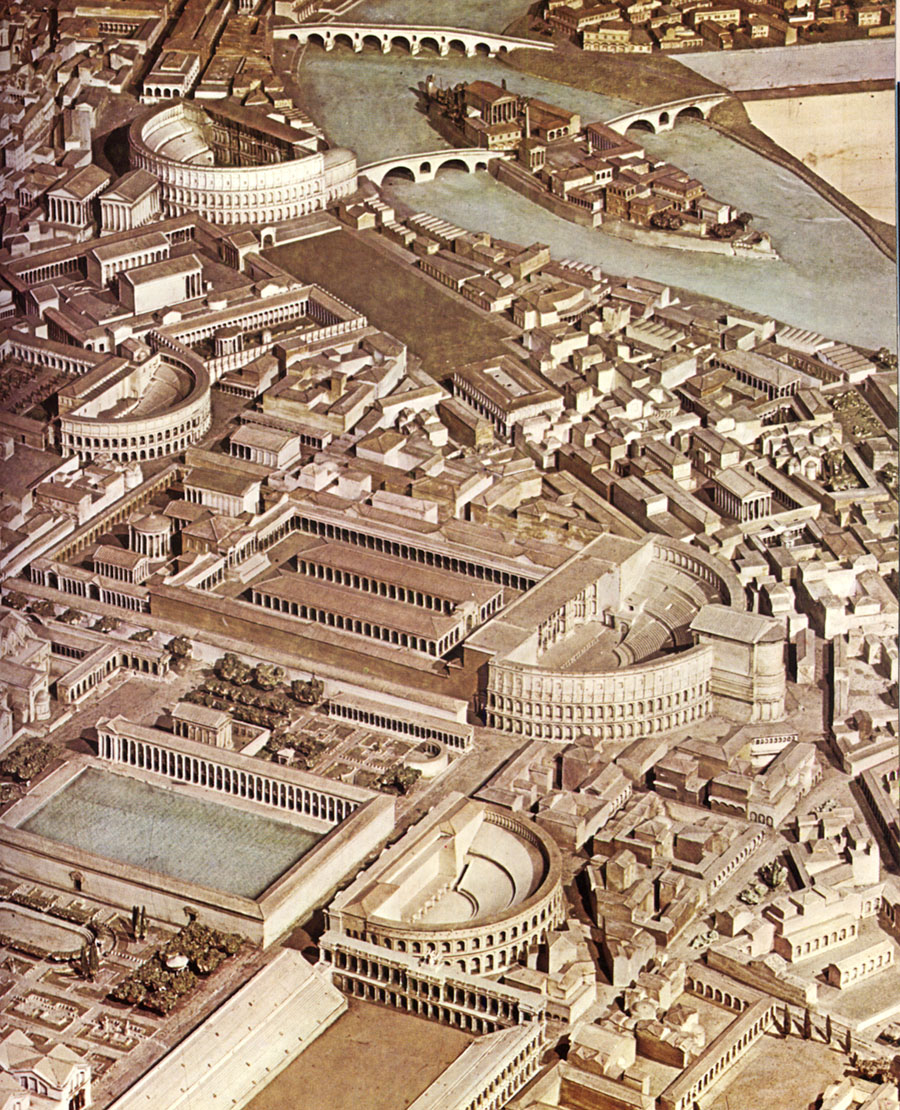
Marsfeld (Ausschnitt)

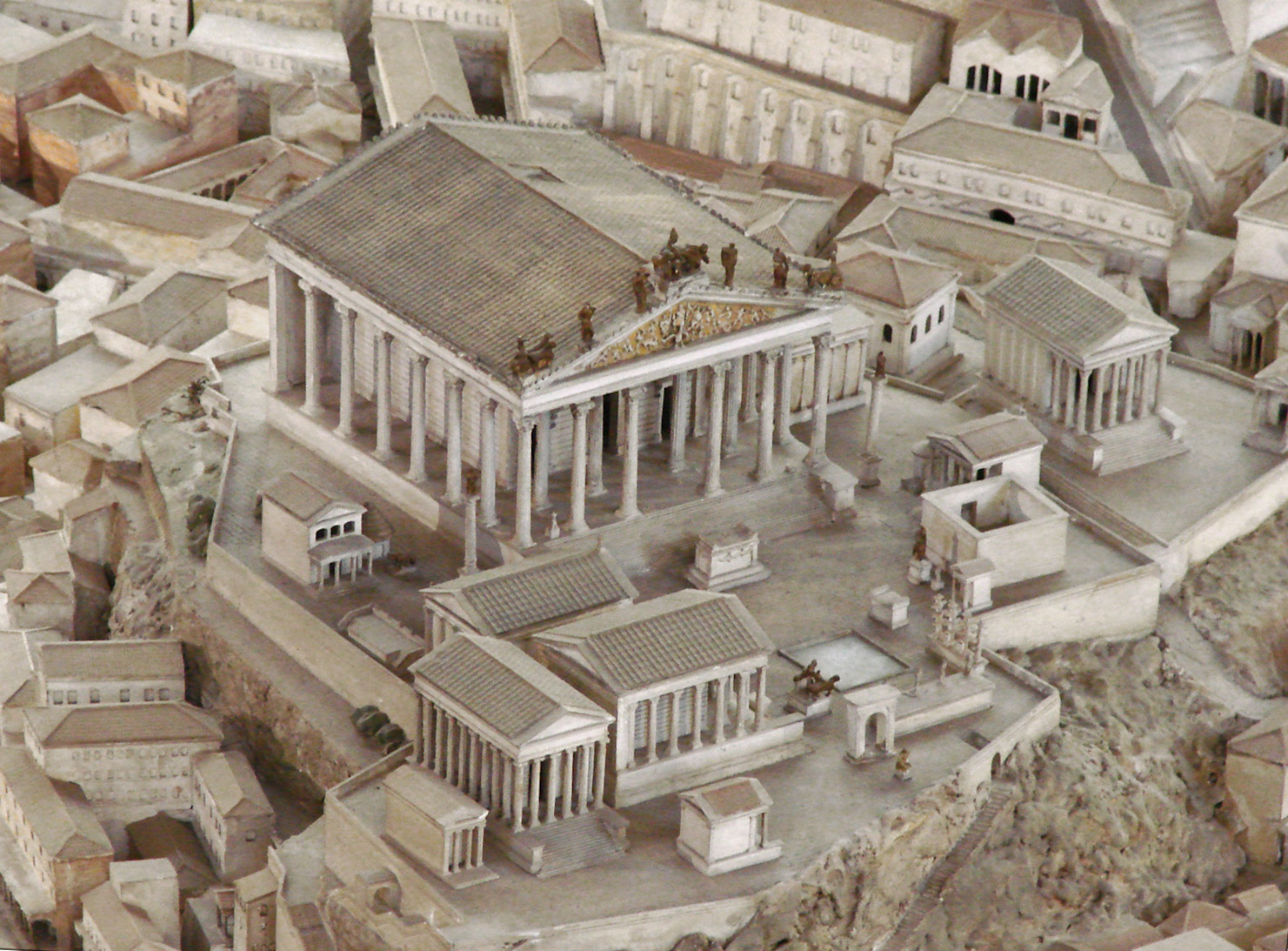
Kapitol mit Jupiter-Tempel (Detail)

Der Plastico di Roma antica oder Plastico di Roma imperiale ist ein plastisches Stadtmodell des antiken Rom im Maßstab 1:250, das unter der Anleitung des italienischen Archäologen und Architekten Italo Gismondi zwischen 1933 und 1937 hergestellt und im Lichte der archäologischen Entdeckungen bis in die frühen 1970er Jahre aktualisiert wurde und auch in der Gegenwart aktualisiert wird.

## Entstehungsgeschichte
Das Modell, das die Stadt Rom im vierten Jahrhundert unter Kaiser Konstantin darstellt, ist ein Exponat des Museo della Civiltà Romana am EUR (Esposizione Universale di Roma).
Auch wenn das Modell von Gismondi das größte ist, das jemals hergestellt wurde, ist es nicht das erste Stadtmodell Roms. Die Modelle von Giuseppe Marcelliani zu Beginn des 20. Jahrhunderts und jenes von Paul Bigot sind diesem vorausgegangen. Es ist jedoch dasjenige, das die neueren archäologischen Erkenntnisse berücksichtigt.
Das Projekt ist auch ein politisches Projekt, mit dem Benito Mussolini die Größe des Römischen Reiches, das ursprünglich Teil der faschistischen Politik war, vergrößern wollte. Dieses Hervorheben der Größe des Römischen Reiches und der Römerzeit war auch in den frühen Werken um die Topographie Roms im frühen 20. Jahrhundert zu sehen, als der neue italienische Staat als Erbe der antiken Größe in Erscheinung trat. Es profitiert außerdem von den Arbeiten rund um die Forma Urbis Romae von Rodolfo Lanciani und anderen früheren Projekten, die das Wissen über die Topographie des antiken Roms verbessert haben.
Das Modell wurde zwischen 1933 und 1971 von Gismondi und seinen Assistenten hergestellt. Es wurde praktisch bis zum Tod seines Schöpfers aktualisiert. Der Plastico di Roma antica wird auch zu Beginn des 21. Jahrhunderts adaptiert.